# برانيسلاف دكيتش
برانيسلاف دكيتش (بالصربية: Бранислав Ђекић) مواليد 12 أغسطس 1991 في جمهورية يوغوسلافيا الاشتراكية الاتحادية، هو لاعب كرة سلة صربي. بدأ مسيرته الاحترافية في سنة 2009. لعب مع نادي بارتيزان لكرة السلة وزلاتوروج لاشكو.

## روابط خارجية
- برانيسلاف دكيتش على موقع الاتحاد الدولي لكرة السلة (الإنجليزية)
- برانيسلاف دكيتش على موقع الدوري الأوروبي لكرة السلة (الإنجليزية)
- برانيسلاف دكيتش على موقع كرة السلة الأوروبية.كوم (الإنجليزية)
- برانيسلاف دكيتش على موقع ريلجم (الإنجليزية)
- برانيسلاف دكيتش على موقع بروبوليرز (الإنجليزية)
- برانيسلاف دكيتش على موقع سبورتس رفرنس (الإنجليزية)